# Lluís Bru
Lluís Bru i Salelles (Ondara, 1868 - Barcelona, 1952) fue un ceramista y escenógrafo español, perteneciente al modernismo catalán.

## Biografía
Hijo y nieto de pintores demostró desde niño sus habilidades artísticas como dibujante. Trasladado a Barcelona desde muy joven, será en esta ciudad donde monta un taller y donde hay la mayor parte de su obra.
Cuando empieza su actividad en el taller que tenía en la calle Enrique Granados de Barcelona, alrededor del año 1900, recibe los primeros encargos de Lluís Domènech i Montaner para la realización de mosaicos.
En 1901 prepara escenografías para el Gran Teatro del Liceo de Barcelona, entre los que se conservan en el archivo municipal de Esplugas de Llobregat están los de la ópera Hänsel und Gretel, concretamente una pareja de dibujos firmados por el artista: la cabaña de los niños del primer acto y el bosque en el cual se pierden del segundo acto.

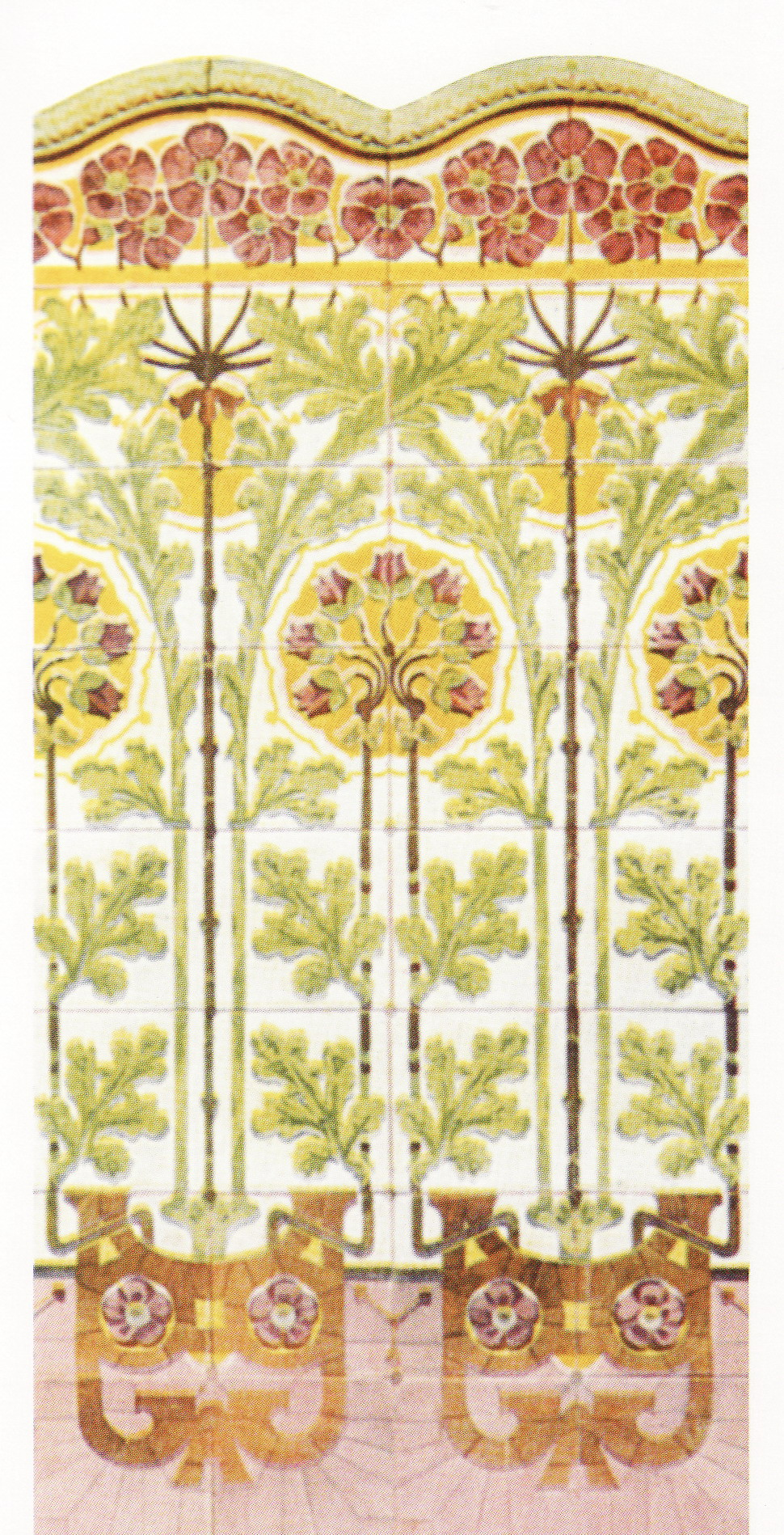
Arrimadero cerámico, realizado como modelo para la fábrica Pujol i Bausis.

Viajó a Venecia en el año 1904, para formarse en las técnicas del mosaico. En esta actividad mosaiquista es donde se encuentra su mejor y más extensa obra.
Es muy destacada su dedicación al diseño de cerámica para la fábrica Pujol i Bausis de Esplugas de Llobregat y que eran frecuentes en arrimaderos y detalles de las fachadas en las casas modernistas. Participó desde los sencillos carteles publicitarios industriales en Badalona, la decoración religiosa con mosaicos romanos en pavimentos o ábsides, hasta las grandes obras modernistas en las que estaba presente, solo o compartiendo con Mario Maragliano y Eliseu Querol. Es el artífice de la casa Lleó Morera, del instituto Pere Mata y de los últimos paneles exteriores (1923) con la historia del Hospital de la Santa Cruz y San Pablo. Este, junto con el Palacio de la Música Catalana de Lluís Domènech i Montaner son Patrimonio de la Humanidad por la UNESCO.
En el Palacio de la Música realizó toda la decoración de mosaicos y trencadís que, junto con los vitrales de Antoni Rigalt i Blanch, son los elementos de artesanía modernista que imprimen la personalidad de este edificio. Bru tuvo trabajando en exclusiva hasta catorce técnicos durante varios años. Por toda la fachada cobró 9000 pesetas.
Lluís Bru fue muy reconocido en su época y ganó la medalla de la Exposición Internacional de Arte de Barcelona del año 1911 con una chimenea que representaba a San Jorge, dibujado por el artista Josep Triadó. En 1925 recibe la Medalla de Oro de la Exposición Internacional de las Artes Decorativas de París.

## Obras

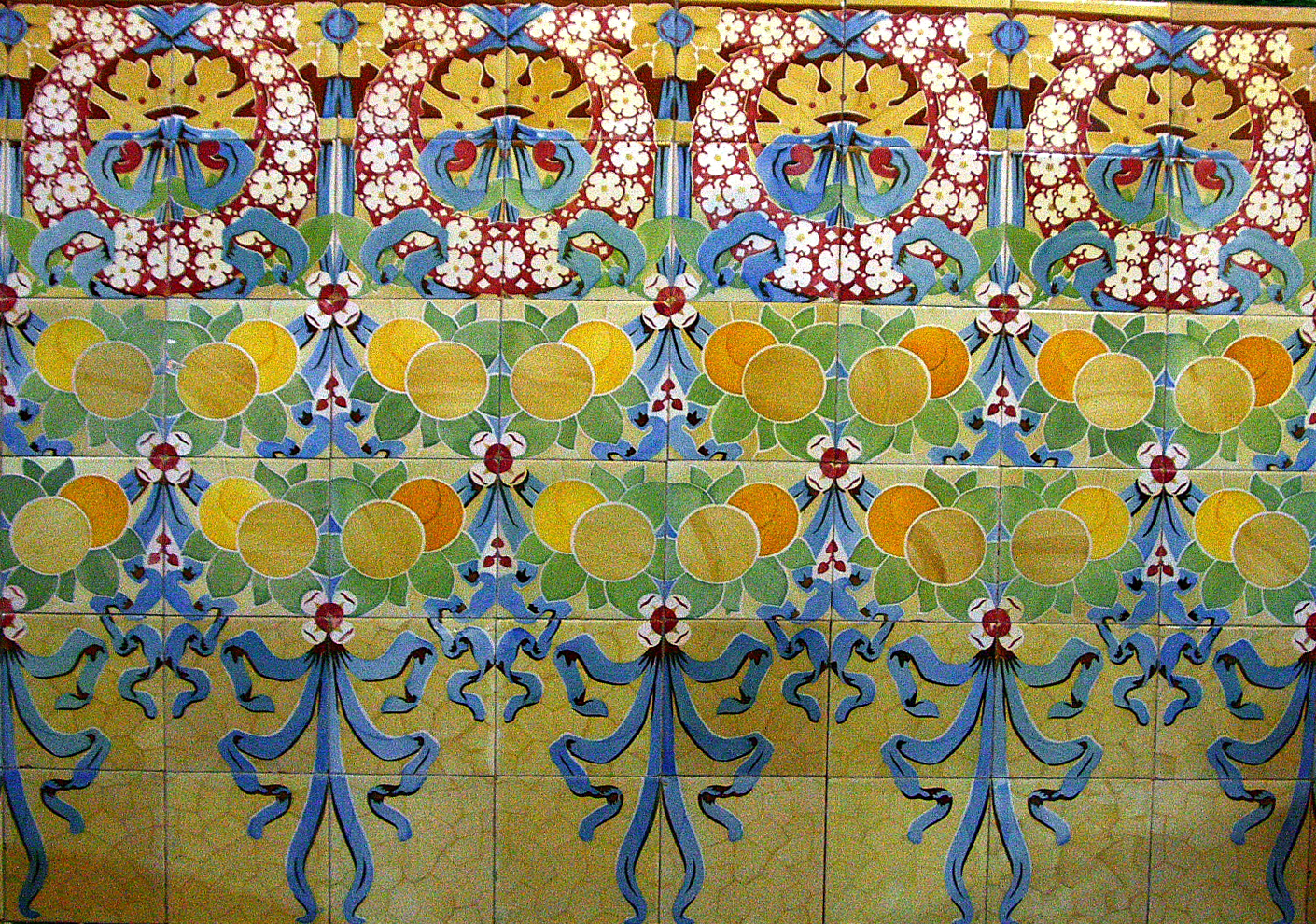
Arrimador cerámico. Diseño para la fábrica Pujol i Bausis.

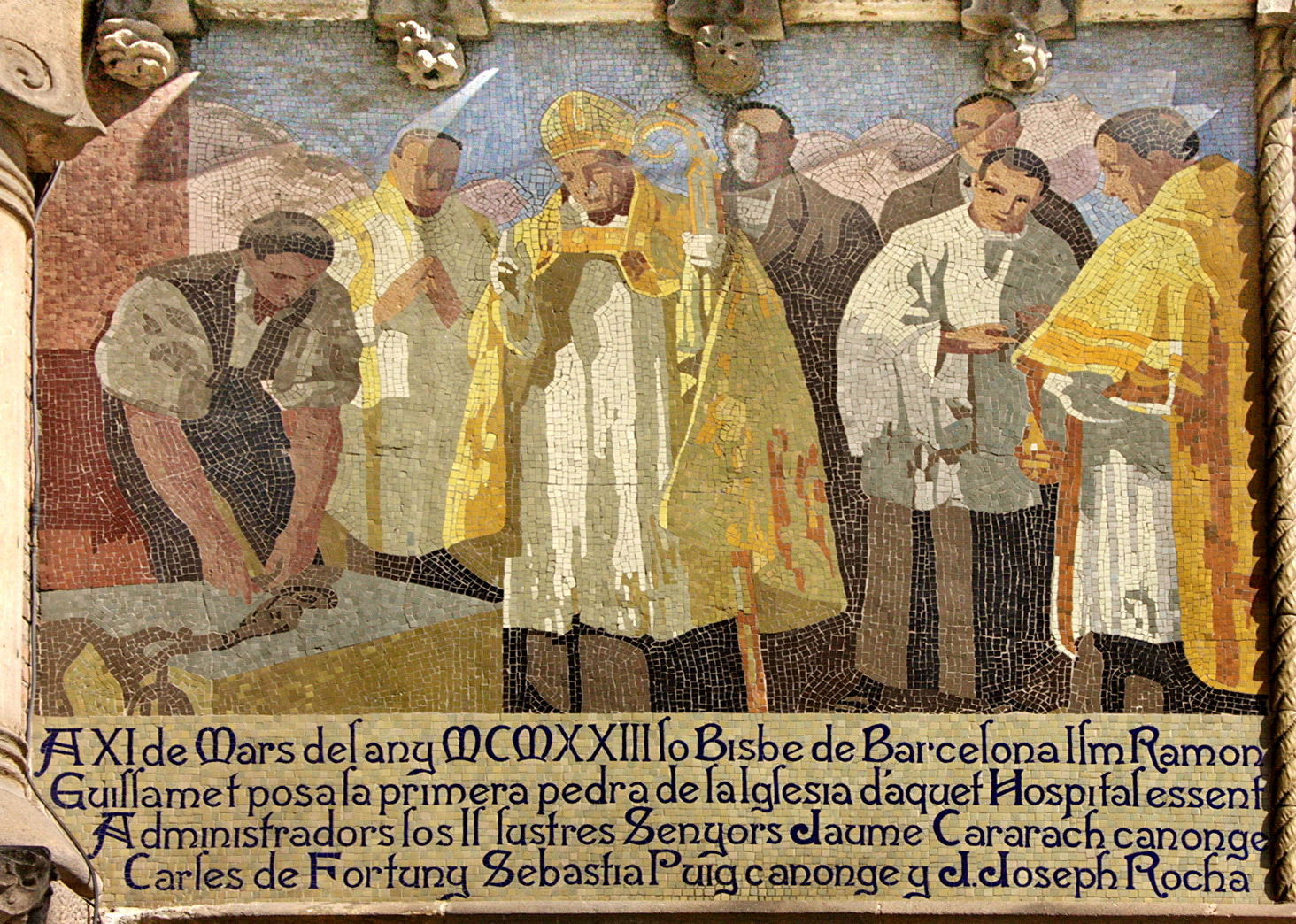
Mosaico representando la colocación de la primera piedra de la segunda fase de la construcción del hospital de San Pablo de Barcelona.

Trabajó para los principales arquitectos de la época: Lluís Domènech i Montaner, Josep Puig i Cadafalch, Manuel Joaquim Raspall, Salvador Valeri i Pupurull, Enric Sagnier i Villavecchia...
- 1902 Casa Lleó Morera
- 1897-1912 Instituto Pere Mata de Reus
- 1902-1930 Hospital de la Santa Cruz y San Pablo
- 1903 Torre Mauri, actual ayuntamiento de la Puebla de Segur
- 1905 Cementerio de Senmanat
- 1906 Torre Andreu (La Rotonda)
- 1908 Palacio de la Música Catalana
- 1910 "Alegoría de la comunicación" en la fachada de la central de la "Compañía Peninsular de Teléfonos", calle Alcalá 1 de Madrid.[3]
- 1910 Casa de La Lactancia
- 1910 Iglesia parroquial de Ujue[4]
- 1911 Casa Comalat
- 1911 Casa Barbey de la Garriga
- 1911 Casa Doctor Genové
- Iglesia de San Paciano. San Andrés de Palomar
- 1913 Los mosaicos de la Estación de Valencia
- La casa Árabe en Palma de Mallorca